# جون هايز هاموند (رجل أعمال)
جون هايز هاموند (بالإنجليزية: John Hays Hammond) هو دبلوماسي وشخصية أعمال ومهندس أمريكي، ولد في 31 مارس 1855 في سان فرانسيسكو في الولايات المتحدة، وتوفي في 8 يونيو 1936 في غلوستر في المملكة المتحدة.

## وصلات خارجية
- جون هايز هاموند على موقع الموسوعة البريطانية (الإنجليزية)